# Софтбол

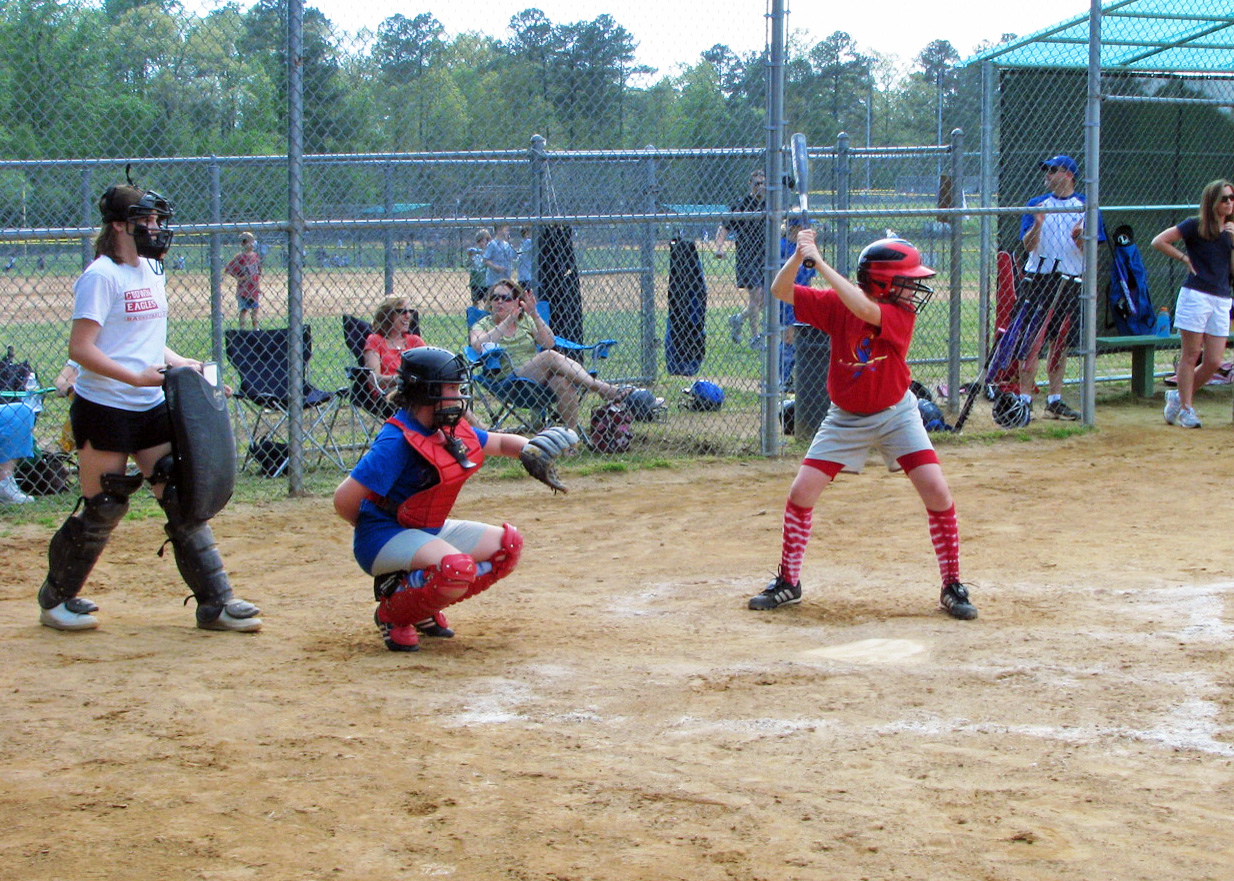

Софтбол (англ. softball) — спортивная командная игра с мячом, разновидность бейсбола. Мяч для софтбола напоминает по размерам грейпфрут и имеет более низкую скорость в полёте. В софтбол играют как мужчины, так и женщины. Существуют несколько разновидностей игры: «Фаст-питч» — «Быстрая подача», «Слоу-питч» — «Медленная подача», «Модифай-питч» — «Средняя подача». Олимпийской дисциплиной с 1996 года по 2008 год была игра «фаст-питч» среди женских команд.
Во многих странах, где распространён бейсбол, софтбол также популярен. Отличия в софтболе от бейсбола направлены на снижение травматизма и приспособлены к более низким физическим возможностям спортсменов.

## История

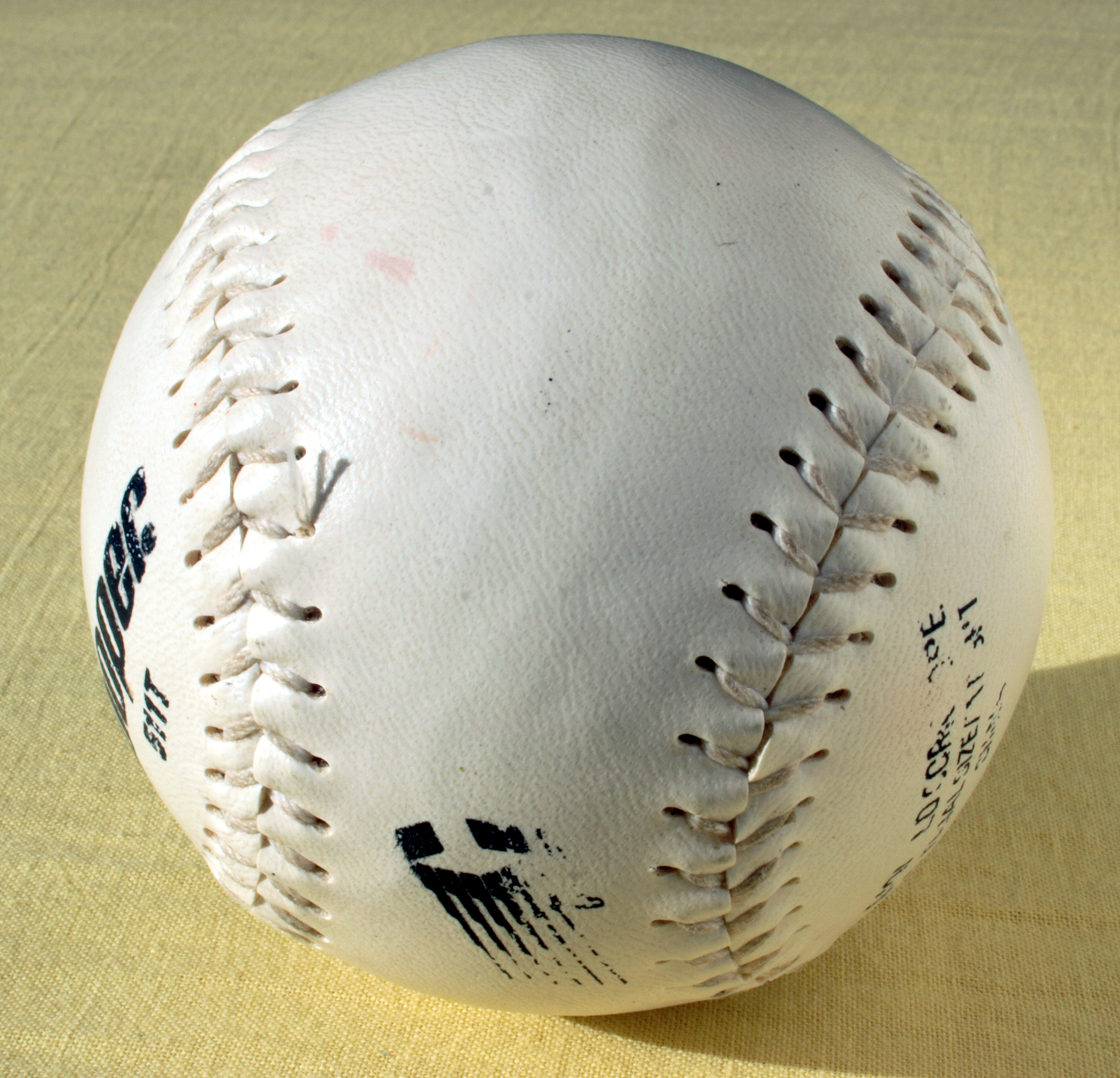
Мяч для игры в софтбол

Софтбол зародился в 1887 году. Первоначально игра называлась машбол (от mush «чепуха») или киттенбол (от kitten «котёнок»). В 1920-х гг. получила своё современное название. Международная федерация софтбола (англ. ISF) была основана в 1965 году и на 2001 год объединяла 122 национальные федерации. Чемпионаты мира проходят: у женщин — с 1965, у мужчин — с 1966 года. В программу летних Олимпийских игр софтбол входил с 1996 (Атланта) по 2008 годы (Пекин) и в 2020 году (Токио).
В СССР софтбол начал развиваться с 1987 года. Была учреждена Федерация бейсбола, софтбола и русской лапты. Первые турниры проходили в Белгороде, Ташкенте, Красноярске. В 1991 году состоялся первый и единственный чемпионат СССР по софтболу среди женщин. Чемпионом стала команда «Викторя» (Тирасполь, Молдавская ССР).
В 1992 году прошёл первый открытый чемпионат России. Чемпионом стала команда «Черные кошки». Второе место заняла команда «Башкирия». Третьими стали софтболистки из Грузии. Участвуя в чемпионатах Европы, российские софтболистки завоёвывали награды: серебряную медаль в 2003 году  и бронзовые — в 1999 и 2007 годах.

## Известные игроки
- Дженни Финч (род. 1980).
- Джессика Мендоза (род. 1980).